# Nemesnépi Zakál György
Nemesnépi Zakál György, más formában Zakály, 1822-ben bekövetkezett halálakor Senyeházi Nemes Zakál György néven írta a halotti anyakönyv, míg ő maga olykor a Szakál nevet használta (Senyeháza, Vas vármegye, 1761. október 11. – Andráshida, Zala vármegye, 1822. február 21.) őrségi őrnagy, kisnemes, református presbiter, közbirtokos, erdőispán és író. Az első magyar nyelvű tájmonográfia szerzője, amely az Eőrséghnek Leirása címet viseli. A könyv csak 1985-ben, megírása után százhatvanhét évvel jelent meg.

## Életpályája
A Senyeházán élő Zakál György 1809-ben igazolta nemességét. Zakál felmenői akkor már több generáció óta a település jobbágyi szolgálatot teljesítő lakói voltak. Zakálnak a nemesség-vizsgálat során sikerült igazolnia, hogy a család senyeházi ága a nemesi rangot viselő nemesnépi Zakálok közül szakadt ki. Így a nemesnépi Zakálokkal együtt őket is megilleti az 1566. január 2-án Miksa magyar királytól szerzett nemesi adomány a településre; a további helyi család, amely részesült az adományban a nemensépi Sassas-, a nemesnépi Nagy-, nemesnépi Zabó-, nemesnépi Zakál-, nemesnépi Jakabffy-, nemesnépi Dienes-, nemesnépi Andrássfy-, valamint a nemesnépi Marton család volt; a család első ismert említése 1513-ból származik. A 19. századra a közeli, de Zala megyéhez tartozó Nemesnépen számos Zakál vezetéknevű ember lakott, akik saját nemesi származásukat igazolni tudták. Később ezért ő is a Nemesnépi előnevet használta, előtte Senyeházi Zakál Györgyként írta nevét.
A Zakál (Szakál, Szakály) testi adottságra (a szakállra) utaló ősi magyar családnév. Zakál nevűek az őrségi és az Őrséggel szomszédos magyar települések családnevei között már az 1400-as évektől kimutathatóak.

### Családja
A ma Bajánsenye részét képező Senyeházán született. Szülei nemesnépi Zakály Ferenc (1720–1796), és Pongrácz Judit (1742–1802) senyeházi jobbágyok voltak, akik a születése idején még együtt éltek Zakály Jánossal, György nagyapjával. A szülőház a mai faluközponthoz közel, a Kerkáskápolna felé vezető út mellett állt. Felesége Janoskó Judit, aki több gyermekét hozott világra még Senyeházán. Nemesnépi Zakál György és Janosnkó Judit frigyéből született:
- Zakál Ferenc (Senyeháza, 1784. december 4.–Senyeháza, 1787. június 30.)
- Zakál Zsuzsanna (Senyeháza, 1785. szeptember 18.)
- ifjabb Zakál György (Senyeháza, 1788. október 16.–Andráshida, 1866. május 5.), táblabíró, andráshidai földbirtokos.[1] Neje: gyulai Gaál Ágnes (Andráshida, 1807. április 1.–Andráshida, 1849. november 30.), gyulai Gaál Gáspár Ferenc, táblabíró, földbirtokos és koronghi Lipits Borbála lánya..
- Zakál Ferenc (Senyeháza, 1791. július 30.)
- Zakál Dániel (Senyeháza, 1794. augusztus 4.)

### Ifjú évei
Az alapfokú iskolát valószínűleg a Göcsejben, Kustánszegen végezte el. Hogy milyen magasabb szintű tanintézményekben tanult tovább (Pápa, esetleg Debrecen), egyelőre nem ismert, de nagy műveltséget szerzett.
Az Őrség ebben az időben élesen szemben állt már évszázadok óta a Batthyány családdal, amely saját birtokának tekintette a vidéket, lakóit jobbágyi sorban tartotta. Az Őrség eredetileg egy Árpád-kori határőrző terület volt. A határőrzők közszabadok voltak, semmiféle jobbágyi szolgáltatással nem tartoztak sem a királynak, sem a nemességnek. Az őrségiek szerepe a határvédelemben a 14. század közepére megszűnt.
Zakál később megnősült, feleségül vett egy helybeli jobbágyleányt, Jánoskó Juditot, akitől egy fia, György született (1788). Az ifjabb György később Pesten jogot tanult, majd a zalai Andráshidán telepedett le.
1788-ban Zakál egy kérvényt terjesztett elő a vas vármegyei elöljáróknak, az őriszentpéteri reformátusok ügyében, akik a harangok méltó elhelyezését kérték.
Az 1790-es években egy kercai (kercaszomori) lelkésszel, Kun Jánossal összefogva a „nagy per” előkészítését tervezték, amely az őrségiek és a Batthyányak közti vitát dönti majd el. Kun halálát követően Zakál folytatta ennek szervezését. Később az ügy képviseletét a nagybajomi (Somogy vm.) református lelkész és jeles magyar irodalmár, Palóczi Horváth Ádám vállalta. A mozgolódás azonban hamar megtorpant 1795-ben, amikor a magyar jakobinus mozgalom megtorlása során félelemmel teli légkör ereszkedett az országra. Palóczi elhallgatott, de 1800-ban házát feldúlták és majdnem elpusztítottak olyan fontos iratokat, amelyeket az őrségiekkel együtt a készülő perre gyűjtöttek (levelek és oklevelek). Ezeket azután Palóczi visszaszolgáltatta az őrségieknek.

### Felemelkedése
Zakál magára maradt, de folytatta küzdelmét, most azonban azzal a szándékkal, hogy ki fog törni a jobbágyi sorból. 1798-ban a Batthyányak szolgálatába állt és erdőispán lett. Ezentúl szinte ügynökként tevékenykedett saját honfitársainak földjein és erdeiben, amelyhez azok konokul ragaszkodtak.
Ezekben az időkben jutott tudomására családjának nemesi eredete, s ekkor elhatározta, hogy megszerzi magának a nemesi jogállást. Fiával együtt 1806-tól keresgélni kezdték a bizonyítéknak szolgáló iratokat. Nehéz dolguk volt, mert az Őrségben gyakran elkallódtak az anyakönyvek, vagy szándékosan megsemmisítették őket az ott dúló felekezeti viszályokban. Egyetlen lehetőségük az volt, ha eskü alatt tett tanúvallomással bizonyítják a származásukat.
Egy téves bejegyzés szerint Zakál Őriszentpéteren egy református eklézsiát alapított, valójában Senyeházán szervezte meg az egyházközséget, amelynek presbitere volt, s az 1803-ban önállósult. Ennek tagjai egyhangúlag állították, hogy a Zakálok Nemesnépről erednek és nemességük van. Ennek nyomán 1809. július 14-én deklarálták Pesten a család nemességét.
1803-tól az eklézsia leányegyház lett, ezzel együtt megkezdődött az önállósulás folyamata is, mely 1805-re teljesedett ki azzal, hogy önálló lelkész érkezett a településre. Nemesnépi Zakál György vezetésével az őrségiek 1803-ban egy 7x4 m-es oratóriumot (fából összerótt gerendaház), imaházat és iskolát építettek. 1817-ben elhatározták, hogy a leégett imaház helyére templomot építenek téglából. A templomot 1821. október 28-án szentelték fel. Az egyházközség megszervezésével egy időben az oktatást is elindította Senyeházán, mely ezen településeken élők részére a felemelkedést is szolgálta.

### Utolsó évei
Saját felemelkedésére tett munkái miatt lassan szembekerült földijeivel. A perre készülő lakosság már nem számított rá, sem jogász fiára. A szervezést az őriszentpéteri Farkas János jegyző látta el, melyet a Pápán élő, az Őrségből származó Szép Ábrahám és Ferentzi János befolyásos kapcsolataikkal támogattak. Zakálékat egyszer-egyszer elővették bizonyos munkák intézésére (levélírásra és a földesúr válaszlépéseiről való tájékoztatásra).
Végül a vidék pert nyert, de mindössze a régi kiváltságnak számító dézsmabérlet jogát állították vissza. Az őrségi-kérdésre csak az 1848. évi jobbágyfelszabadítás tesz pontot, amely végül elégtételt adott a hányattatott történelmű régiónak.

Zakál az 1810-es évek második felétől azonban végleg szembekerült az őrségiekkel. 1816-ban szülőfalujában a helybeliek rátörtek, azzal vádolták, hogy ő nem tett elegett a kirótt katonaadó rá eső részének. Zakál azzal érvelt, hogy ez a parasztokra vonatkozik, márpedig ő nem paraszt, hanem nemes. Ennek jegyében nagy földbirtokokat vásárolt Nemesnépen, de csak adósságot halmozott fel és fiának a földeket apja halála után mind el kellett adnia.

Viszonya a többi emberrel Zakálnak később teljesen elmérgesedett. Olyan vád érte, hogy igényt formált az erdeikre, akárcsak a földesurak, s ahol csak annak fejében enged fát vágatni, amennyiben azt robottal törlesztik neki.

1818-ban Pestre költözött fiához, ott írta meg az Eőrséghnek Leirása c. munkáját, amely az első magyar tájmonográfia. Hogy szándékában állt-e további műveket írni, az egyelőre még kérdés.

1822-ben halt meg szülőhelyén. Itt táblát is állítottak neki, amelyen ez állt „Őrség őrnagya, első tudományos leírója, a senyeházi református egyház és iskola szervezője és építője.” Konfliktusairól és ballépéseiről ma már nem számítanak az őrségiek szemében, sokkal pozitív tettei miatt emlékeznek rá szívesen az emberek, mellyel az Őrség felemelkedését segítette.

## Műve
Egyetlen alkotása, teljes címén: Eőrséghnek Leirása ugymint: Annak Természete, Története, Lakosai ezeknek szokásai, nyelvszokása a' mellyeket öszve szedegett Nemes-Népi Zakál György: 1818-dik Esztendőben. A mű soha nem jelent meg nyomtatásban, szerzője is a feledésbe merült. A kéziratra százötven évvel később bukkantak a Magyar Tudományos Akadémia könyvtárában. Egyedül csak az Őrséggel foglalkozó kutatók tudtak róla.
Első kiadására 1985-ben került sor, az Őrségi Baráti Kör révén. Mai napig a legteljesebb mű az Őrségről. A vidékkel szomszédos Vendvidéken Zakál halála előtt nem sokkal egy másik jeles személyiség az alsó-, majd felsőszölnöki katolikus pap, a horvát eredetű Kossics József kezdett el nagyszabású írásokba, akinek teljes életműve maradt az utókorra. Ő magyarul és szlovénul alkotott. Néhány évvel az Eőrséghnek Leirása után is írt egy néprajzi munkát, A Magyar Országi Vendus-Tótokról címen, amit az első szlovén és magyar tájmonográfiának tartottak. Utóbbi megjelölés ugyan ma már nem illik rá, valójában az első nyomtatásban megjelent magyar tájmonográfia. Később Kossics neve is feledésbe merült és szinte Zakállal egyidőben hozták újra nyilvánosságra.
A művet a nyelvtani hibái ellenére Vörösmarty Mihály kiadhatónak ítélte, de egyelőre még visszaküldte átdolgozásra a szerzőhöz. A kiadásra aztán nem került sor, ennek okát máig se tudni. Egyes részei ma már nem helyénvaló állításokat közölnek (Kossicsnak is egypár állítása szintén megdőlt), az új kutatások és ismeretek alapján, de eredeti történeti forrás, értékes, mára már nem fellelhető adatokat szolgáltat. A felvilágosodás jegyében íródott, éppen ez jellemzi Kossics művét is, de fontos eltérés van a kettő között, mégpedig az, hogy Zakál szavait részben már a nacionalizmus, azon belül is a patriotizmus itatja át. Ez a nacionalizmus nem hozható párhuzamba a mai nacionalizmussal. Zakál nacionalizmusa az Őrség és a magyarság iránti szeretetében nyilvánult meg, aminek nyíltan hangot adott, amely nem volt bárkire nézve elfogult, vagy hasonló.
Zakál a táj fekvését, a föld állapotát és terméshozamát és (igaz szűkszavúan) a történetét mutatja be, végezetül a lakosságról ír.
A legújabb kiadás (2002) kiegészül egy archaikus szavak jelentését tartalmazó szójegyzékkel, hogy az olvasó minél jobban megérthesse.
| „                                  | Eörséghnek Tartománya fekszik az Országhnak Napnyugoti Szélén I.N. Vas Vármegyének Déli részében, dél felöl közel a' Vandalu- sok, napnyugot felöl pedig a' Stáerek szom- szédságában; ugy mindazonáltal, hogy Eör- ség és a' Vandalok, nem külömben a' Stáe- rek és Eörségh kőzött még némely Magyar Helységek találtatnak. Nap keletről ha- táros I.N. Zala Vármegyével, és nevezetes- sen Ramocsai Helységgel, ahol tőbnyire Ne- mes Birtokosok vannak; föllyebb Péntekfával, a' Govezi pusztával, Jánosfával, Sz.Jakabbal, Mogyorósdal, a' mellyek már Vas Vármegyé- ben esnek. Eszakrol határos Viszáki, Kon- dorfai, Farkasfai Helységekkel, és a' Lugo- si pusztával; - Napnyugotról Orfaluval, Dolinczal, Saallal, Domaföldével, és Domon- kosfával; - Dél felöl Szerdahellyel, azután Zalavármegyével, és nevezetessen a' Haritsai Pusztával, a 'Dobrái nagy Erdövel és Dob- raföldi Helységkel. | ” |
| – Első Rész Eőrséghnek fekvésérül. | |   |